# 雨润集团
雨润集团（港交所：1068）是中国一家食品工业企业，总部设立于南京市建邺区，是中国最大的肉制品生产企业之一。雨润旗下拥有雨润食品（1068.HK）、南京中商（600280.SH）两家上市公司。2014年位列中国民营企业500强第5位。

## 历史
- 1993年，“南京市雨润食品公司”在南京市注册。
- 1996年，公司租用了南京罐头厂的生产线，并在后来收购该厂。
- 1997年，公司收购了江苏东海肉联厂（连云港福润的前身）。
- 1998年，公司改制为有限责任制，并更名为“南京雨润肉食品有限公司”。
- 2002年，“南京雨润肉食品有限公司”更名为“江苏雨润食品产业集团有限公司”。
- 2003年，成功收购哈尔滨肉联厂，并引进大众肉联品牌；
- 2005年10月3日，雨润在香港联合交易所成功上市。
- 2015年9月，該公司己與融創中國達成戰略合作協議。[2]
- 2021年1月6日北京普拓投資基金管理有限公司及其聯合體，向雨潤集團金融債權人委員會主席中國銀行、破產重整管理人金杜律師事務所提出「產業資本+金融資本」的重組方案，即引入包括大型央企在內的具備雄厚產業及財務實力的投資方組成重整聯合體

## 遭到收购
雨润集团于2010年受到美国高盛公司收购，这是高盛在中国继双汇以来的第二次收购中国食品企业。

## 品牌运作
雨润集团现有雨润、旺润、福润、大众肉联四个品牌，其产品包括冷鲜肉、冷冻肉以及以猪肉为主的低温肉制品、高温肉制品。

## 负面事件
2009年4月安徽省质监局通报，阜阳雨润肉类加工有限公司2009年3月16日生产的午餐肉经抽查被发现含有“克伦特罗”(瘦肉精)。雨润集团在事发之后表示该批次产品的总量只有100盒左右，并已全部召回并销毁。同时也表示只有部分午餐肉由阜阳雨润肉类加工有限公司加工生产，产量很小，一年销售额大约只有10万元左右。
2011年5月雨润火腿疑掺过期肉被安徽合肥一家5星级酒店厨师揭发，公司欲以1万元私了。
2011年6月，雨润集团旗下的渭南生秦肉类加工有限公司被发现一批含有大量三腺的“问题肉”，在不到几个小时的时间内，这些本应被处理的“问题肉”竟被“放行”。被新闻媒体曝光后，引来消费者一片骂声。
2011年9月，雨润集团旗下的河南子公司有產品被驗出有瘦肉精殘留，有關消息令雨润集团股價一日下跌16.13%。